# میفوق
میفوق (به عربی: ميفوق) یک منطقهٔ مسکونی در لبنان است که در شهرستان جبیل واقع شده‌است.
 میفوق ۸٫۱۱ کیلومتر مربع مساحت دارد.